# Elwyn
Elwyn ist als eine Variante von Alvin ein englischer männlicher Vorname und Nachname, der überwiegend in den USA auftritt.

## Namensträger

### Elwyn
- Elwyn Berlekamp (1940–2019), US-amerikanischer Mathematiker und Informatiker
- Elwyn Jones, Baron Elwyn-Jones (1909–1989), britischer Jurist und Politiker
- Elwyn Roy King (1894–1941), australischer Pilot
- Elwyn L. Simons (1930–2016), US-amerikanischer Primatologe und Paläoanthropologe
- Elwyn Brooks White (1899–1985), US-amerikanischer Autor, Komiker und Dichter

### Alwyn
- Alwyn Gentry (1945–1993), US-amerikanischer Botaniker
- Alwyn Rice Jones (1934–2007), britischer Bischof
- Alwyn Lloyd (um 1937–2006), walisischer Snookerspieler
- Alwyn Morris (* 1957), kanadischer Kanute und Olympiasieger
- Alwyn Schlebusch (1917–2008), südafrikanischer Politiker
- Alwyn Williams (1921–2004), britischer Geologe und Paläontologe